# زیردریایی یو-۴۷۹
زیردریایی یو-۴۷۹ (به انگلیسی: German submarine U-479) یک زیردریایی بود که طول آن ۶۷٫۱ متر (۲۲۰ فوت ۲ اینچ) بود. این زیردریایی در سال ۱۹۴۲ ساخته شد.